# Джарти Вікторія Василівна
Вікторія Василівна Джарти (22 травня 1980 Макіївка, Донецька область) — суддя Господарського суду м. Києва.

## Біографія
2000 — проходила практику в Господарському суді міста Донецька. За півроку стала секретарем судового засідання.
2002 — спеціаліст другої категорії, помічник судді Господарського суду м. Донецьк. В кінці 2002 року переведена до Донецького апеляційного господарського суду [Архівовано 3 червня 2013 у Wayback Machine.], де посіла посаду помічника першого заступника Голови суду.
2008 — суддя Господарського суду Донецької області.
2010 — суддя Господарського суду м. Києва.
2011 — 2014 — заступник Голови Господарського суду м. Києва. На момент призначення мала 10-річний стаж роботи в судовій системі.
2014 — захистила кандидатську дисертацію на тему «Адміністративно-правові засади управління об'єктами державної власності в Україні», науковий керівник — Мельник Роман Сергійович.

## Освіта
2002 — Донецький національний університет, економіко-правовий факультет. Дипломна робота на тему «Банкрутство. Порядок ліквідації товариства з обмеженою відповідальністю». Диплом спеціаліста з відзнакою.
Під час навчання взяла академічну відпустку на рік і пройшла навчання в університеті Редінга у Великій Британії за фахом «політика і міжнародні відносини».
У 2017 році отримала другу вищу освіту в інституті післядипломної освіти Київського національного університету імені Тараса Шевченка, спеціальність «фінанси та кредит». У 2014 році захистила кандидатську дисертацію на тему «Адміністративно-правові основи управління об'єктами державної власності в Україні». На сьогодні має дві вищі освіти та науковий ступінь.
Курси підвищення кваліфікації:
2012 — Національна школа суддів України «Реформа законодавства про банкрутство: очікувані результати»
2013 — Національна школа суддів України «Програма для голів та заступників господарських судів»
2013 — Національна школа суддів України «Програма з метою підвищення кваліфікації»
2015 — Національна школа суддів України «Програма для суддів, обраних безстроково»
2018 — Національна школа суддів України «Програма для суддів місцевих господарських судів»
2019 — Національна школа суддів України «Мистецтво правового письма»

## Соціальні ініціативи
З 2014 по 2017 рік організувала тимчасове житло для дітей-переселенців з Донецької та Луганської областей. Дітям було виділено санаторій у Київській області, де вони могли перебувати, скільки знадобиться. Проект був закритий, оскільки з часом усі сім'ї підопічних змогли забезпечити себе житлом.
Сім'я Джарти також підтримувала дитячий будинок «Проліски» в місті Макіївка до моменту його розформування.
Вікторія Джарти є засновницею громадської ініціативи «Друге дихання», яка підтримує культурні, освітні та соціальні проекти.

## Особливі досягнення
84-е місце в рейтингу «100 найвпливовіших жінок України» (за версією журналу «Фокус» від 2011 року).
Згідно з е-декларацією за 2015 рік має найбільшу з українських суддів суму готівкою — 23 млн 328 тисяч 400 грн.

## Родина
Батько Василь Джарти, прем'єр-міністр АР Крим (2010—2011).
Мати Наталія Джарти, викладач англійської мови.
Чоловік Валерій Омельченко, Народний депутат України 7 скликання, колишній член Партії регіонів.
Має четверо дітей: Василій, Валерій, Вероніка та Вікторія.

## Хобі
Йога, вейксерфінг, гірські лижі

## Скандали
Суддя Джарти неодноразово потрапляла на сторінки українських ЗМІ через хизування розкішним життям.
У 2013 потрапила у фокус уваги журналістів через призначення на довічну посаду судді Господарського суду
У 2016 задекларувала найбільшу з українських суддів суму готівкою — 23 млн 328 тисяч 400 грн. Окрім того, були задекларовані дві квартири площею 386 м² та 268 м², будинок на 610 м², автомобіль Bentley Continental 2012 року випуску вартістю 2,3 млн грн., апартаменти в окупованому Росією Криму площею 172,8 м², кілька земельних ділянок, три годинники — Rolex, Chopard та Harry Winston.